# Aphelandra cinnabarina
Espèce
Statut de conservation UICN

 EN B1ab(iii) : En danger
Aphelandra cinnabarina est une espèce de plantes à fleurs de la famille des acanthacées. Elle est endémique de l'Équateur. Son habitat naturel se situe dans l'étage montagnard de la forêt tropicale humide.
Elle est menacée à cause de la disparition de son habitat.